# Temporada da Liga ACB de 2018–19
A Temporada da Liga ACB 2018–19 foi a 36.ª edição da principal competição de basquetebol masculino na Espanha a ser disputada entre 28 de setembro de 2018 e 21 de junho de 2019. A equipe do Real Madrid defende seu título e sua hegemonia na competição. 

## Equipes participantes
| Clube                   | Arena                  | Localização     |
| ----------------------- | ---------------------- | --------------- |
| Barça Lassa             | Palau Blaugrana        | Barcelona       |
| Baxi Manresa            | Pavelló Nou Congost    | Manresa         |
| Café Candelas Breogán   | Pazo dos Deportes      | Lugo            |
| Divina Seguros Joventut | Palau Olímpic          | Badalona        |
| Delteco GBC             | Plaza de Toros         | Donostia        |
| Herbalife Gran Canaria  | Arena Gran Canaria     | Las Palmas      |
| Iberostar Tenerife      | Pavilhão Insular       | La Laguna       |
| Kirolbet Baskonia       | Fernando Buesa         | Vitoria-Gasteiz |
| Monbús Obradoiro        | Fontes do Sar          | Santiago        |
| Montakit Fuenlabrada    | Fernando Martin        | Fuenlabrada     |
| MoraBanc Andorra        | Poliesportiu d'Andorra | Andorra-a-Velha |
| Movistar Estudiantes    | WiZink Arena           | Madrid          |
| Real Madrid             | WiZink Arena           | Madrid          |
| San Pablo Burgos        | Coliseum Burgos        | Burgos          |
| Tecnyconta Zaragoza     | Príncipe Felipe        | Saragoça        |
| Unicaja Malaga          | Martín Carpena         | Málaga          |
| UCAM Murcia             | Palacio de Deportes    | Múrcia          |
| Valencia Basket         | Fonte de São Luis      | Valência        |

|  |                                               |
|  | Promovidos da Liga Ouro na temporada anterior |

## Temporada Regular
| Casa\Visitante          | BAX    | BRE    | JOV    | DEL    | BAR    | HER   | IBE    | KIR    | OBR   | FUE     | AND     | EST    | RMB     | BUR   | ZAR    | UNI    | UCM    | VAL    |
| ----------------------- | ------ | ------ | ------ | ------ | ------ | ----- | ------ | ------ | ----- | ------- | ------- | ------ | ------- | ----- | ------ | ------ | ------ | ------ |
| Baxi Manresa            |        | 72-63  | 66-67  | 84-74  | 78-88  | 86-79 | 91-87  | 66-82  | 75-72 | 86-77   | 64-77   | 101-91 | 78-83   | 83-86 | 94-73  | 87-96  | 86-96  | 75-66  |
| Café Candelas Breogán   | 71-80  |        | 69-76  | 83-71  | 75-92  | 77-92 | 84-85  | 72-90  | 69-56 | 92-96   | 85-79   | 86-79  | 77-87   | 76-95 | 82-86  | 83-75  | 77-73  | 65-77  |
| Divina Seguros Joventut | 86-70  | 81-88  |        | 88-64  | 89-77  | 88-75 | 84-64  | 67-68  | 83-79 | 78-88   | 65-75   | 86-78  | 74-83   | 88-85 | 88-73  | 93-86  | 86-94  | 83-74  |
| Delteco GBC             | 85-91  | 100-65 | 89-86  |        | 71-104 | 74-63 | 73-79  | 77-87  | 85-72 | 60-76   | 72-84   | 93-92  | 76-95   | 92-83 | 73-78  | 80-94  | 67-81  | 66-67  |
| Barça Lassa             | 107-71 | 94-80  | 94-92  | 88-71  |        | 98-78 | 77-73  | 72-84  | 79-73 | 106-76  | 67-63   | 90-76  | 86-69   | 97-88 | 99-55  | 94-83  | 105-73 | 72-78  |
| Herbalife Gran Canaria  | 76-84  | 96-72  | 83-68  | 85-90  | 77-97  |       | 77-91  | 83-101 | 92-93 | 91-75   | 106-80  | 85-79  | 71-77   | 74-81 | 84-79  | 85-76  | 90-82  | 111-92 |
| Iberostar Tenerife      | 77-75  | 90-78  | 79-72  | 60-67  | 63-57  | 86-90 |        | 70-63  | 78-52 | 96-65   | 87-83   | 73-81  | 82-91   | 83-88 | 86-88  | 85-92  | 83-76  | 100-66 |
| Kirolbet Baskonia       | 82-71  | 100-78 | 87-81  | 85-66  | 73-82  | 91-76 | 85-68  |        | 72-63 | 101-92  | 84-82   | 104-67 | 74-91   | 87-79 | 99-76  | 112-95 | 93-49  | 77-56  |
| Monbús Obradoiro        | 90-97  | 75-73  | 77-84  | 88-82  | 63-83  | 82-96 | 79-90  | 74-81  |       | 101-104 | 69-68   | 91-81  | 73-86   | 91-81 | 84-91  | 89-86  | 91-79  | 78-81  |
| Montakit Fuenlabrada    | 94-89  | 95-98  | 74-106 | 70-69  | 79-73  | 88-93 | 88-84  | 60-110 | 84-83 |         | 79-85   | 93-92  | 80-95   | 80-89 | 87-88  | 79-93  | 101-93 | 94-89  |
| MoraBanc Andorra        | 99-55  | 91-84  | 102-89 | 76-87  | 79-82  | 99-85 | 81-96  | 93-73  | 91-72 | 89-88   |         | 96-82  | 66-87   | 97-88 | 97-99  | 84-95  | 78-76  | 72-73  |
| Movistar Estudiantes    | 77-79  | 95-62  | 69-83  | 86-62  | 84-101 | 86-96 | 98-96  | 67-100 | 83-80 | 77-75   | 91-90   |        | 93-88   | 80-79 | 87-72  | 72-80  | 86-110 | 79-83  |
| Real Madrid             | 91-57  | 94-89  | 92-69  | 104-71 | 76-82  | 87-63 | 88-73  | 82-76  | 94-70 | 89-79   | 105-107 | 109-92 |         | 90-77 | 98-96  | 89-82  | 80-74  | 83-77  |
| San Pablo Burgos        | 74-82  | 92-76  | 65-87  | 96-73  | 80-85  | 89-87 | 79-68  | 82-79  | 76-84 | 99-76   | 66-62   | 102-82 | 84-102  |       | 79-93  | 88-79  | 84-73  | 77-87  |
| Tecnyconta Zaragoza     | 83-74  | 83-69  | 112-66 | 76-73  | 86-91  | 71-69 | 102-93 | 81-79  | 78-86 | 77-80   | 77-97   | 91-85  | 70-85   | 89-81 |        | 72-70  | 88-68  | 89-91  |
| Unicaja Malaga          | 99-97  | 78-72  | 88-63  | 87-69  | 78-73  | 89-76 | 61-78  | 64-81  | 74-63 | 89-84   | 72-66   | 82-76  | 103-102 | 91-70 | 98-82  |        | 89-82  | 86-73  |
| UCAM Murcia             | 79-84  | 76-64  | 73-78  | 61-74  | 71-70  | 82-77 | 91-96  | 75-86  | 80-58 | 75-65   | 67-77   | 73-88  | 80-82   | 72-62 | 116-94 | 78-76  |        | 68-81  |
| Valencia Basket         | 89-76  | 83-82  | 93-80  | 77-62  | 85-86  | 83-67 | 88-73  | 92-81  | 87-94 | 86-67   | 91-72   | 90-82  | 70-88   | 94-92 | 89-74  | 96-57  | 89-65  |        |

### Classificação Fase Regular
| Pos. | Clube                   | J  | V  | D  | P+    | P-    | Classificação              |
| ---- | ----------------------- | -- | -- | -- | ----- | ----- | -------------------------- |
| 1    | Real Madrid             | 34 | 28 | 6  | 3.026 | 2.679 | Playoffs                   |
| 2    | Barça Lassa             | 34 | 27 | 7  | 2.948 | 2.590 | Playoffs                   |
| 3    | Kirolbet Baskonia       | 34 | 26 | 8  | 2.927 | 2.549 | Playoffs                   |
| 4    | Valencia Basket         | 34 | 23 | 11 | 2.793 | 2.673 | Playoffs                   |
| 5    | Unicaja Malaga          | 34 | 21 | 13 | 2.843 | 2.773 | Playoffs                   |
| 6    | Tecnyconta Zaragoza     | 34 | 18 | 16 | 2.822 | 2.897 | Playoffs                   |
| 7    | Divina Seguros Joventut | 34 | 18 | 16 | 2.754 | 2.733 | Playoffs                   |
| 8    | BAXI Manresa            | 34 | 17 | 17 | 2.732 | 2.794 |                            |
| 9    | Iberostar Tenerife      | 34 | 17 | 17 | 2.772 | 2.710 |                            |
| 10   | MoraBanc Andorra        | 34 | 16 | 18 | 2.815 | 2.785 |                            |
| 11   | San Pablo Burgos        | 34 | 15 | 19 | 2.816 | 2.839 |                            |
| 12   | Herbalife Gran Canaria  | 34 | 14 | 20 | 2.828 | 2.873 |                            |
| 13   | Montakit Fuenlabrada    | 34 | 13 | 21 | 2.788 | 3.021 |                            |
| 14   | UCAM Murcia             | 34 | 12 | 22 | 2.661 | 2.785 |                            |
| 15   | Monbús Obradoiro        | 34 | 11 | 23 | 2.645 | 2.823 |                            |
| 16   | Movistar Estudiantes    | 34 | 11 | 23 | 2.813 | 2.981 |                            |
| 17   | Delteco GBC             | 34 | 10 | 24 | 2.558 | 2.791 | Rebaixados para a LEB Ouro |
| 18   | Café Candelas Breogán   | 34 | 9  | 25 | 2.623 | 2.868 | Rebaixados para a LEB Ouro |

## Playoffs

### Confrontos
|  | Quartas-de-final | Quartas-de-final        | Quartas-de-final    |             |             | Semifinais | Semifinais | Semifinais |  |  | Final | Final       | Final |
|  |                  |                         |                     |             |             |            |            |            |  |  |       |             |       |
|  |                  | Real Madrid             | 2                   |             |             |            |            |            |  |  |       |             |       |
|  |                  | BAXI Manresa            | 0                   |             |             |            |            |            |  |  |       |             |       |
|  |                  | BAXI Manresa            | 0                   |             | Real Madrid | 3          |            |            |  |  |       |             |       |
|  |                  |                         |                     |             | Real Madrid | 3          |            |            |  |  |       |             |       |
|  |                  |                         | Valencia Basket     | 0           |             |            |            |            |  |  |       |             |       |
|  |                  | Valencia Basket         | Valencia Basket     | 0           | 2           |            |            |            |  |  |       |             |       |
|  |                  | Valencia Basket         |                     |             | 2           |            |            |            |  |  |       |             |       |
|  |                  | Unicaja Malaga          | 1                   |             |             |            |            |            |  |  |       |             |       |
|  |                  |                         |                     |             |             |            |            |            |  |  |       | Real Madrid | 3     |
|  |                  |                         |                     | Barça Lassa | 1           |            |            |            |  |  |       |             |       |
|  |                  | Barça Lassa             | 2                   |             |             |            |            |            |  |  |       |             |       |
|  |                  | Divina Seguros Joventut | 0                   |             |             |            |            |            |  |  |       |             |       |
|  |                  | Divina Seguros Joventut | 0                   |             | Barça Lassa | 3          |            |            |  |  |       |             |       |
|  |                  |                         |                     |             | Barça Lassa | 3          |            |            |  |  |       |             |       |
|  |                  |                         | Tecnyconta Zaragoza | 0           |             |            |            |            |  |  |       |             |       |
|  |                  | Kirolbet Baskonia       | Tecnyconta Zaragoza | 0           | 0           |            |            |            |  |  |       |             |       |
|  |                  | Kirolbet Baskonia       |                     |             | 0           |            |            |            |  |  |       |             |       |
|  |                  | Tecnyconta Zaragoza     | 2                   |             |             |            |            |            |  |  |       |             |       |

#### Quartas de final
| Time 1            | Série | Time 2                  | 1º Jogo | 2º Jogo  | 3º Jogo |
| ----------------- | ----- | ----------------------- | ------- | -------- | ------- |
| Real Madrid       | 2 - 0 | BAXI Manresa            | 98 - 75 | 88 - 73  |         |
| Valencia Basket   | 2 - 1 | Unicaja Malaga          | 78 - 85 | 76 - 69  | 79 - 76 |
| Barça Lassa       | 2 - 0 | Divina Seguros Joventut | 87 - 61 | 107 - 86 |         |
| Kirolbet Baskonia | 0 - 2 | Tecnyconta Zaragoza     | 81 - 91 | 69 - 76  |         |

#### Semifinal
| Time 1      | Série | Time 2              | 1º Jogo  | 2º Jogo | 3º Jogo | 4º Jogo | 5º Jogo |
| ----------- | ----- | ------------------- | -------- | ------- | ------- | ------- | ------- |
| Real Madrid | 3 - 0 | Valencia Basket     | 94 - 72  | 79 - 66 | 85 - 78 |         |         |
| Barça Lassa | 3 - 0 | Tecnyconta Zaragoza | 101 - 59 | 76 - 70 | 96 - 81 |         |         |

#### Final
| Time 1      | Série | Time 2      | 1º Jogo | 2º Jogo | 3º Jogo | 4º Jogo | 5º Jogo |
| ----------- | ----- | ----------- | ------- | ------- | ------- | ------- | ------- |
| Real Madrid | 3 - 1 | Barça Lassa | 87 - 67 | 81 - 80 | 77 - 78 | 74 - 68 |         |

### Premiação
| Liga Endesa 2019                 |
| Comunidade de Madrid             |
| -------------------------------- |
| Real Madrid Campeão (35° título) |

## Prêmios Individuais

### MVP por mês
| Mês       | Jogador            | Clube                   | Ref   |
| 2018      | 2018               | 2018                    | 2018  |
| --------- | ------------------ | ----------------------- | ----- |
| Outubro   | Tornike Shengelia  | Kirolbet Baskonia       | 19,8  |
| Novembro  | Javier Beirán      | Iberostar Tenerife      | 21,25 |
| Dezembro  | Kostas Vasileiadis | Monbús Obradoiro        | 22,6  |
| 2019      |                    |                         |       |
| Janeiro   | Colton Iverson     | Iberostar Tenerife      | 23,5  |
| Fevereiro | Giorgi Shermadini  | Unicaja Málaga          | 27,0  |
| Fevereiro | Dominique Sutton   | San Pablo Burgos        | 27,0  |
| Março     | Moussa Diagne      | MoraBanc Andorra        | 20,5  |
| Abril     | Facundo Campazzo   | Real Madrid             | 22,7  |
| Maio      | Marko Todorović    | Divina Seguros Joventut | 25    |

### Jogador por rodada
| Rodada | Jogador                  | Valoração |
| ------ | ------------------------ | --------- |
| 1      | Tornike Shengelia        | 31        |
| 2      | Thad McFadden            | 33        |
| 3      | Will Thomas              | 36        |
| 4      | Darrun Hilliard          | 28        |
| 5      | Vincent Poirier          | 26        |
| 6      | Bojan Dubljević          | 34        |
| 7      | Nico Laprovittola        | 28        |
| 8      | Jaime Fernández          | 35        |
| 9      | Javier Beirán            | 32        |
| 10     | Bo McCalebb              | 32        |
| 11     | Kostas Vasileiadis       | 31        |
| 12     | Vladimir Brodziansky     | 37        |
| 13     | Ryan Toolson             | 27        |
| 13     | Stan Okoye               | 27        |
| 14     | Kevin Séraphin           | 30        |
| 14     | Colton Iverson           | 30        |
| 15     | Ante Tomić               | 37        |
| 16     | Colton Iverson (2)       | 33        |
| 17     | Javier Beirán (2)        | 25        |
| 17     | Vladimir Brodziansky (2) | 25        |
| 17     | Kostas Vasileiadis (2)   | 25        |
| 18     | Nicolás Laprovittola     | 34        |
| 19     | Jaime Fernández (2)      | 34        |
| 20     | Volodymyr Gerun          | 37        |
| 21     | Vincent Poirier (2)      | 34        |
| 22     | Brian Roberts            | 28        |
| 23     | Askia Booker             | 48        |
| 24     | Matt Thomas              | 28        |
| 24     | Dylan Ennis              | 28        |
| 24     | EJ Rowland               | 28        |
| 25     | Stan Okoye               | 32        |
| 26     | Nacho Martín             | 34        |
| 27     | Nik Caner-Medley         | 35        |
| 28     | Dani Pérez               | 36        |
| 29     | Askia Booker             | 40        |
| 30     | Thomas Heurtel           | 28        |
| 31     | Askia Booker             | 35        |
| 32     | Walter Tavares           | 27        |
| 32     | Mike Tobey               | 27        |
| 33     | Jacob Wiley              | 35        |
| 34     | Louis Labeyrie           | 34        |

### Jogador Latino americano por rodada
| Rodada | Jogador                        | Votos |
| ------ | ------------------------------ | ----- |
| 1      | Marcos Delía (UCAM)            | 13    |
| 2      | Bruno Fitipaldo (BUR)          | 13    |
| 3      | Nicolás Laprovittola (JOV)     | 13    |
| 4      | Facundo Campazzo (RMA)         | 13    |
| 5      | Gian Clavell (EST)             | 9     |
| 6      | Jayson Granger (BAS)           | 11    |
| 7      | Nicolás Laprovittola (JOV) (2) | 15    |
| 8      | Nicolás Laprovittola (JOV) (3) | 15    |
| 9      | Facundo Campazzo (RMA) (2)     | 11    |
| 10     | Marcelo Huertas (BAS)          | 12    |
| 11     | Nicolás Laprovittola (JOV) (4) | 15    |
| 12     | Fed Van Lacke (GBC)            | 12    |
| 13     | Bruno Fitipaldo (BUR)          | 12    |
| 14     | Facundo Campazzo (RMA) (3)     | 11    |
| 15     | Gustavo Ayón (RMA)             | 10    |
| 16     | Luca Vildoza (BAS)             | 11    |
| 17     | Gian Clavell (EST) (2)         | 14    |
| 18     | Nicolás Laprovittola (JOV) (5) | 15    |
| 19     | Luca Vildoza (BAS) (2)         | 11    |
| 20     | Paco Cruz (FUE)                | 13    |
| 21     | Nicolás Laprovittola (JOV) (6) | 15    |
| 22     | Nicolás Laprovittola (JOV) (7) | 15    |
| 23     | Paco Cruz (FUE) (2)            | 15    |
| 24     | Javier Justiz (ZAR)            | 10    |
| 25     | Nicolás Laprovittola (JOV) (8) | 11    |
| 26     | Facundo Campazzo (RMA) (4)     | 13    |
| 27     | Facundo Campazzo (RMA) (5)     | 12    |
| 28     | Paco Cruz (FUE) (3)            | 12    |
| 29     | Facundo Campazzo (RMA) (6)     | 12    |
| 30     | Marcelo Huertas (BAS) (2)      | 11    |
| 31     | Nicolás Richotti (TEN)         | 15    |
| 32     | Luca Vildoza (BAS) (3)         | 15    |
| 33     | Nicolás Laprovittola (JOV) (9) | 11    |

### Prêmios individuais

#### Primeiro melhor quinteto
- Nicolás Laprovittola (JOV)
- Facundo Campazzo (RMA)
- Stan Okoye (ZAR)
- Bojan Dubljević (VAL)
- Walter Tavares (RMA)

#### Segundo melhor quinteto
- Thomas Heurtel (FCB)
- Javier Beirán (TEN)
- Jaime Fernández (MAL)
- Tornike Shengelia (BAS)
- Vincent Poirier (BAS)

#### Melhor jogador jovem
- Carlos Alocén (ZAR)

#### Melhor quinteto jovem
- Carlos Alocén (ZAR)
- Vlatko Čančar (BUR)
- Jordan Sakho (MAN)
- Xabi López-Aróstegui (JOV)
- Santiago Yusta (RMA)

#### Jogador mais espetacular
- Tornike Shengelia (BAS)

#### Cestinha da competição
- Nicolás Laprovittola (JOV)

## Copa do Rei 2019 - Madrid

### Confrontos
|  | Quartas-de-final | Quartas-de-final        | Quartas-de-final |             |                         | Semifinais | Semifinais | Semifinais |  |  | Final | Final       | Final |
|  |                  |                         |                  |             |                         |            |            |            |  |  |       |             |       |
|  |                  | Iberostar Tenerife      | 88               |             |                         |            |            |            |  |  |       |             |       |
|  |                  | Unicaja Malaga          | 78               |             |                         |            |            |            |  |  |       |             |       |
|  |                  | Unicaja Malaga          | 78               |             | Iberostar Tenerife      | 86         |            |            |  |  |       |             |       |
|  |                  |                         |                  |             | Iberostar Tenerife      | 86         |            |            |  |  |       |             |       |
|  |                  |                         | Barça Lassa      | 92          |                         |            |            |            |  |  |       |             |       |
|  |                  | Barça Lassa             | Barça Lassa      | 92          | 86                      |            |            |            |  |  |       |             |       |
|  |                  | Barça Lassa             |                  |             | 86                      |            |            |            |  |  |       |             |       |
|  |                  | Valencia                | 79               |             |                         |            |            |            |  |  |       |             |       |
|  |                  |                         |                  |             |                         |            |            |            |  |  |       | Barça Lassa | 94    |
|  |                  |                         |                  | Real Madrid | 93                      |            |            |            |  |  |       |             |       |
|  |                  | Kirolbet Baskonia       | 89               |             |                         |            |            |            |  |  |       |             |       |
|  |                  | Divina Seguros Joventut | 98               |             |                         |            |            |            |  |  |       |             |       |
|  |                  | Divina Seguros Joventut | 98               |             | Divina Seguros Joventut | 81         |            |            |  |  |       |             |       |
|  |                  |                         |                  |             | Divina Seguros Joventut | 81         |            |            |  |  |       |             |       |
|  |                  |                         | Real Madrid      | 93          |                         |            |            |            |  |  |       |             |       |
|  |                  | Real Madrid             | Real Madrid      | 93          | 94                      |            |            |            |  |  |       |             |       |
|  |                  | Real Madrid             |                  |             | 94                      |            |            |            |  |  |       |             |       |
|  |                  | Movistar Estudiantes    | 63               |             |                         |            |            |            |  |  |       |             |       |

### Premiação
| Copa do Rei 2019 (Madrid)        |
| Catalunha                        |
| -------------------------------- |
| Barça Lassa Campeão (25° título) |

MVP Movistar 2019 -  Thomas Heurtel

## Supercopa Endesa 2018
|  | Semifinal                      | Semifinal   |    |  | Final                          | Final |  |
|  |                                |             |    |  |                                |       |  |
|  | 21 de Setembro – Fontes do Sar |             |    |  |                                |       |  |
|  | FC Barcelona Lassa             | 76          |    |  |                                |       |  |
|  | Kirolbet Baskonia              | 79          |    |  |                                |       |  |
|  |                                |             |    |  |                                |       |  |
|  |                                |             |    |  | 23 de Setembro – Fontes do Sar |       |  |
|  |                                |             |    |  | Kirolbet Baskonia              | 73    |  |
|  |                                | Real Madrid | 80 |  |                                |       |  |
|  |                                |             |    |  |                                |       |  |
|  |                                |             |    |  |                                |       |  |
|  |                                |             |    |  |                                |       |  |
|  | 21 de Setembro – Fontes do Sar |             |    |  |                                |       |  |
|  | Monbus Obradoiro               | 61          |    |  |                                |       |  |
|  | Real Madrid                    | 81          |    |  |                                |       |  |

### Premiação
| Supercopa Endesa 2018 (Santiago) |
| Comunidade de Madrid             |
| -------------------------------- |
| Real Madrid Campeão (5° título)  |

MVP Movistar 2018 -  Sergio Llull

## Rebaixamento
Por critério de mérito desportivos foram rebaixados para a LEB Ouro na próxima temporada as seguintes equipes:
- Cafe Candelas Breogán
- Delteco GBC

## Clubes espanhóis em competições europeias
| Clube                  | Competição        | Resultado                                                                         |
| ---------------------- | ----------------- | --------------------------------------------------------------------------------- |
| Real Madrid            | EuroLiga          | Terceiro colocado após vitória sobre Fenerbahçe (94-75)                           |
| Barça Lassa            | EuroLiga          | Eliminado nas quartas de finais por Anadolu Efes (75-68;72-74;102-68;72-82;80-71) |
| Herbalife Gran Canaria | EuroLiga          | Eliminado na temporada regular, 14º colocado com 8 vitórias e 22 derrotas.        |
| Kirolbet Baskonia      | EuroLiga          | Eliminado nas quartas de finais por CSKA Moscou (94-68;68-78;84-77;92-83)         |
| Valencia               | EuroCopa          | Campeão (4º título)                                                               |
| Unicaja Malaga         | EuroCopa          | Eliminado nas quartas de finais por ALBA Berlim (90-91;101-81;79-75)              |
| MoraBanc Andorra       | EuroCopa          | Eliminado nas semifinais por ALBA Berlim (102-97;87-81)                           |
| Movistar Estudiantes   | Liga dos Campeões | Eliminado na segunda fase classificatória por Polski Cukier Toruń (60-68;84-69)   |
| Montakit Fuenlabrada   | Liga dos Campeões | Eliminado na temporada regular (8º Gr. C com 3 vitorias e 11 derrotas)            |
| UCAM Murcia            | Liga dos Campeões | Eliminado nas oitavas de finais por Telenet Giants (75-67;77-78)                  |
| Iberostar Tenerife     | Liga dos Campeões | Finalista vencido por Segafredo Virtus Bologna (73-61)                            |